# Jytte Stensgaard
Jytte Stensgaard (født 14. maj 1946 i Thisted) er en dansk, kultdyrket skuespiller, der under kunstnernavnet Yutte Stensgaard medvirker i en række engelske film og tv-serier fra omkring 1970.
Hun huskes især for sin hovedrolle i Jimmy Sangsters Hammer-film Lust for a Vampire (1970), hvor hun spiller vampyren Carmilla, der splittes mellem sin mere eller mindre lesbiske tørst efter unge pigers blod og sin mere romantiske kærlighed til en mandlig forfatter.
Jytte Stensgaard flyttede efter filmkarrieren til USA, hvor hun fik en søn og i en årrække arbejdede som sælger på en kristen radiostation.
Hun blev opsporet af en dansk horrorfan, Nicolas Barbano, og gav i 1997 sit første interview i 25 år.